# Paula T. Hammond
Paula Therese Hammond (Detroit, 3 de septiembre de 1963) es una ingeniera química e investigadora estadounidense. Es David H. Profesor Koch de Ingeniería y Jefe del Departamento de Ingeniería Química del Instituto de Tecnología de Massachusetts (MIT). Su laboratorio diseña polímeros y nanopartículas para la administración de medicamentos y aplicaciones relacionadas con la energía, incluidas baterías y pilas de combustible.
Hammond ha recibido numerosos premios y es miembro de la Academia Nacional de Medicina (2016), la Academia Nacional de Ingeniería (2017, "por sus contribuciones al autoensamblaje de polielectrolitos, coloides y copolímeros de bloques en superficies e interfaces para aplicaciones de energía y atención médica") y la Academia Nacional de Ciencias (2019).
Es profesora intramuros del Instituto Koch para la Investigación Integrativa del Cáncer y editora asociada de ACS Nano.

## Biografía

### Primeros años
Hammond nació en 1963 en Detroit, como Paula Therese Goodwin de padres Jesse Francis y Della Mae Goodwin (de soltera McGraw). Su padre tiene un doctorado en Bioquímica y su madre una maestría en enfermería.
Goodwin se graduó un año antes de su fecha prevista en la Academia del Sagrado Corazón en Bloomfield, Michigan, en 1980. Después de graduarse, Goodwin pasó a estudiar y obtener una licenciatura en Ingeniería Química del Instituto de Tecnología de Massachusetts (MIT) en 1984. Después de completar su licenciatura, fue a trabajar para Motorola durante dos años como ingeniera de procesos en el envasado de circuitos integrados. Regresó a la academia y obtuvo una Maestría en Ciencias en Ingeniería Química del  Instituto de Tecnología de Georgia en 1988. La tesis de maestría de Hammond fue sobre la realización de elastómeros para sensores táctiles robóticos. La realizó mientras trabajaba en el Instituto de Investigación Tecnológica de Georgia como ingeniero de investigación.
En 1988, regresó al MIT para obtener su doctorado en ingeniería química (obtenido en 1993). En el MIT trabajó bajo la supervisión de Michael F. Rubner. Su investigación de tesis doctoral se centró en sintetizar polímeros con propiedades mecanocromáticas. Después de completar su doctorado, Hammond fue becaria postdoctoral de la NSF con George M. Whitesides en el departamento de química de la Universidad de Harvard.

## Investigación y carrera
En 1995, Hammond fue nombrada profesora asistente del Instituto de Tecnología de Massachusetts. Hammond y su laboratorio diseñaron polímeros y nanopartículas para aplicaciones en la administración de medicamentos; cicatrización de heridas, energía y pilas de combustible. Gran parte de su trabajo implica el ensamblaje capa por capa (LbL), que construye películas de moléculas alternas cargadas positiva y negativamente.

### Aplicaciones médicas
Hammond ha desarrollado "polímeros sigilosos" para disfrazar la quimioterapéutica del cáncer contenida en las nanopartículas para que puedan llegar a los tumores. También trabaja en formas de transportar ARN a las células para aumentar o disminuir la expresión de genes específicos.
Cofundó el Instituto de Nanotecnología de Soldados del MIT, una asociación que ofrece mit, el Ejército y socios de la industria para desarrollar nanotecnología para mejorar la "protección y supervivencia" de los soldados. Como parte de este programa, Hammond diseñó un aerosol que ayuda a la coagulación de la sangre para prevenir la pérdida de sangre.
Desarrolló la tecnología LayerFormTM️ para construir películas de administración de medicamentos con capas alternas de drogas y polímeros. En 2013, cofundó la empresa de biotecnología, LayerBio Inc., para comercializar LayerFormTM️ para aplicaciones de medicina regenerativa.

### Energía y pilas de combustible
Hammond también trabaja en el desarrollo de polímeros para su uso en baterías, películas delgadas de microtúbulos de carbono que se pueden usar en baterías, células solares y pilas de combustible. Presentó investigaciones sobre baterías basadas en virus a Barack Obama en 2009.